# بلوط کندی
بلوط کندی یک منطقهٔ مسکونی در ایران است که در دهستان ارشق مرکزی واقع شده‌است. براساس سرشماری مرکز آمار ایران در سال ۱۳۹۵، بلوط کندی ۲۵ نفر جمعیت دارد.